# Кертемінне (муніципалітет)
Кертемінне (дан. Kerteminde) — муніципалітет у регіоні Південна Данія королівства Данія. Площа — 205.8 квадратних кілометрів. Адміністративний центр муніципалітету — місто Кертемінне.

## Населення
У 2012 році населення муніципалітету становило 23 793 особи.